# 白受采
白受采（1582年—？年），字素臣，號惺玄，四川成都府漢州籍，直隸臨城縣人，明朝政治人物。

## 生平
丁酉四川鄉試第四十名舉人，萬曆三十八年（1610年）庚戌科會試十九名，第三甲第一百七十九名進士。工部觀政，授山東新城縣知縣，改任府學教授，四十二年改平陽府學教授，四十四年陞國子監助教，四十五年陞刑部主事。累升工部都水司郎中，督修明慶陵，天啓五年（1625年）十二月升湖广布政使司右参政、武昌兵备，六年十二月升陕西按察司按察使、巩昌道。

## 家族
曾祖白永昌；祖白實；父白金；母孫氏；前母胡氏。慈侍下，妻劉氏，兄白成采。子含真（庠生）；含輝；含粹；含章；含譽。